# Chelidophora solenopsidis
Chelidophora solenopsidis är en tvåvingeart som beskrevs av Borgmeier 1950. Chelidophora solenopsidis ingår i släktet Chelidophora och familjen puckelflugor. Inga underarter finns listade i Catalogue of Life.